# Personale della DDT Pro-Wrestling
Il personale della DDT Pro-Wrestling  è composto dalle stelle della DDT, arbitri, dirigenti e broadcast team.
La DDT inoltre collabora con altre federazioni come la Tokyo Joshi Pro-Wrestling, la Pro Wrestling Noah (con cui forma la CyberFight) e la All Elite Wrestling.

## Personale

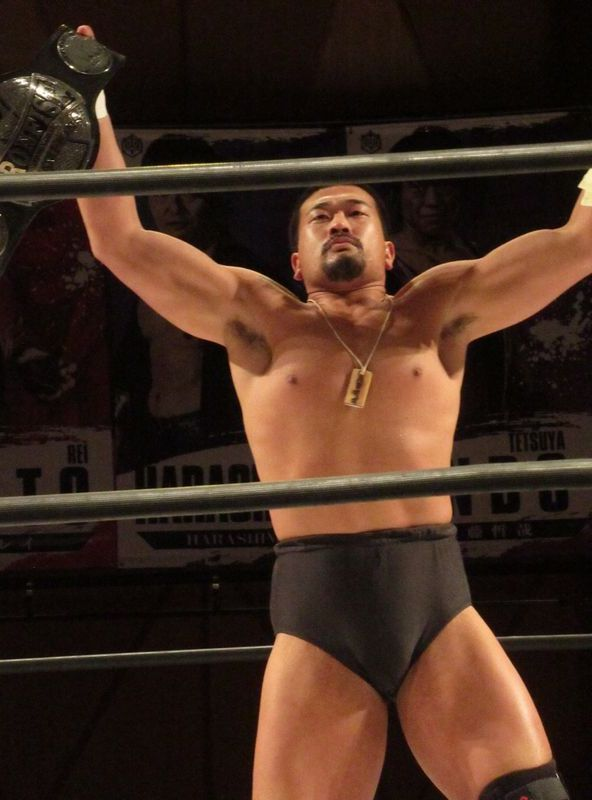
Kazusada Higuchi, KO-D Openweight Champion

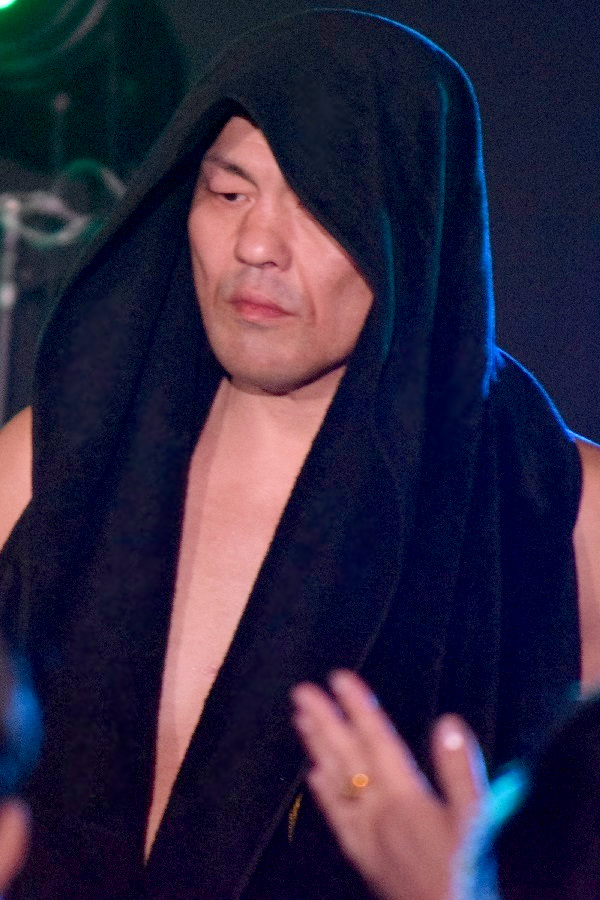
Minoru Suzuki, DDT Universal Champion

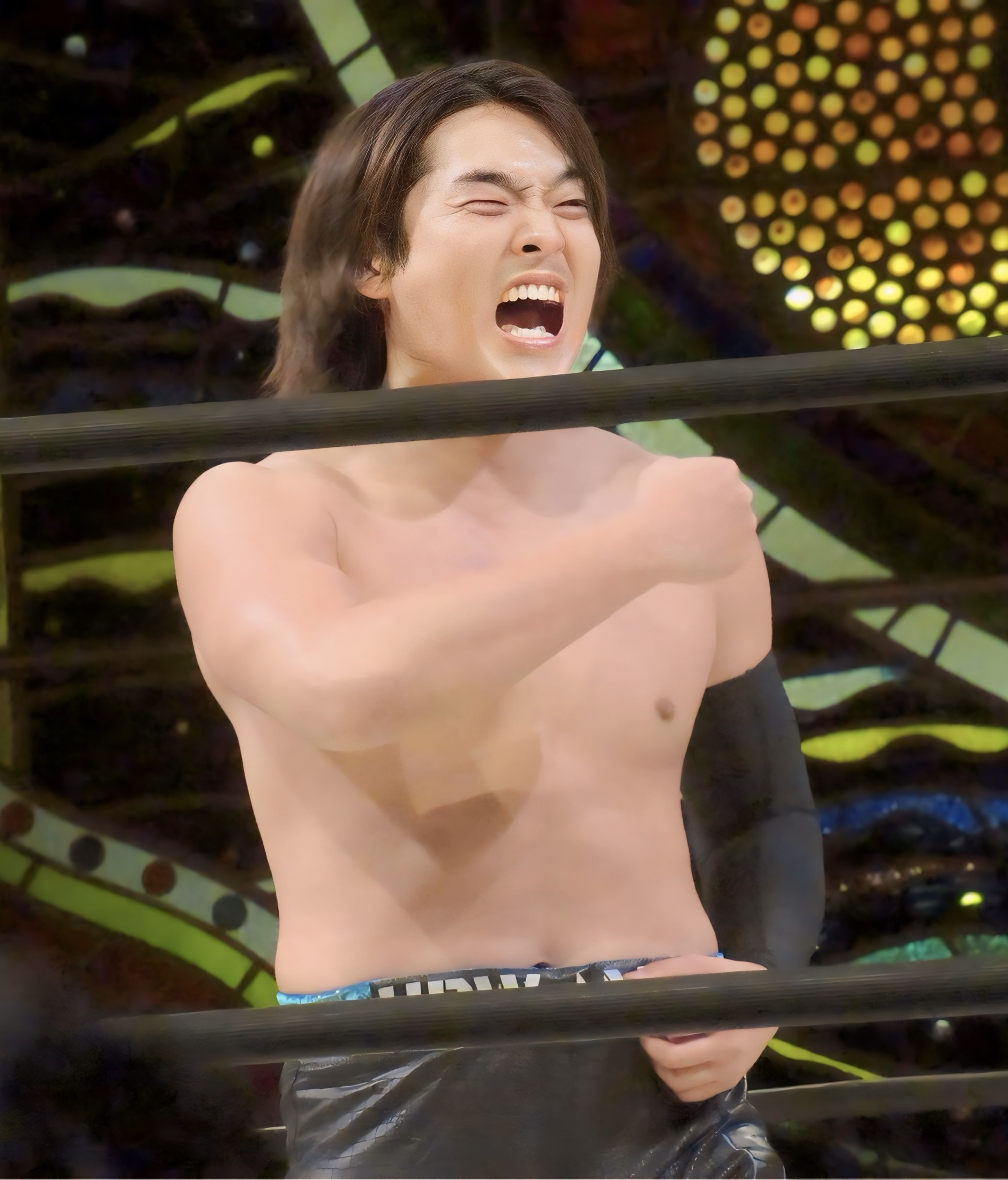
To-y, DDT Extreme Champion

| Nome                    | Nome reale           | Fazione                        | Note                                               |
| ----------------------- | -------------------- | ------------------------------ | -------------------------------------------------- |
| Akito                   | Akito Nishigaki      |                                |                                                    |
| Antonio Honda           | Soichiro Honda       | Schadenfreude International    | O-40 Champion                                      |
| Chris Brookes           |                      | Shadenfreude International (L) |                                                    |
| Daisuke Sasaki          | Daisuke Sasaki       | Damnation TA (L)               | KO-D Six Man Tag Team Champion                     |
| Danshoku Dino           | Akiro Miyashita      |                                |                                                    |
| Fuminori Abe            | Fuminori Abe         | Astronauts                     |                                                    |
| Gorgeous Matsuno        | Yukihide Matsuno     |                                | Part timer                                         |
| Gota Ihashi             | Isao Ihashi          |                                |                                                    |
| Harashima               |                      |                                |                                                    |
| Hideki Okatani          |                      | Damnation TA                   | KO-D Six Man Tag Team Champion                     |
| Hiroshi Yamato          | Hiroshi Mihara       |                                | Freelancer                                         |
| Illusion                |                      | Damnation TA                   | KO-D Six Man Tag Team Champion                     |
| Jun Akiyama             | Jun Akiyama          |                                |                                                    |
| Kanon                   |                      | Strange Love Connection        |                                                    |
| Kazuki Hirata           | Kazuki Hirata        |                                |                                                    |
| Kazuma Sumi             | Kazuma Sumi          |                                | KO-D 10-Man Tag Team Champion                      |
| Kazusada Higuchi        | Kazusada Higuchi     | Harimao (L)                    | KO-D Openweight Champion                           |
| Keigo Nakamura          |                      |                                | KO-D 10-Man Tag Team Champion                      |
| Konosuke Takeshita      | Konosuke Takeshita   |                                | Sotto contratto con la AEW                         |
| Kudo                    | Atsushi Kudo         |                                |                                                    |
| Mao                     | Mao Inoue            | Strange Love Connection        |                                                    |
| Masahiro Takanashi      | Masahiro Takanashi   | Schadenfreude International    | World Omori Champion                               |
| Minoru Fujita           | Minoru Fujita        | Damnation TA                   |                                                    |
| Minoru Suzuki           | Minoru Suzuki        | Freelancer                     | DDT Universal Champion                             |
| MJ Paul                 | Masato Shibata       | Damnation TA                   |                                                    |
| Naomi Yoshimura         | Naomi Yoshimura      | Harimao                        |                                                    |
| Posion Sawada Julie     | Atsuo Sawada         |                                |                                                    |
| Pokotan                 |                      |                                |                                                    |
| Rukiya                  |                      |                                |                                                    |
| Sanshiro Takagi         | Tadashi Takagi       |                                | Ironman Heavymetalweight Champion                  |
| Shinya Aoki             | Shinya Aoki          |                                |                                                    |
| Shinichiro Kawamatsu    | Shinichiro Kawamatsu |                                | Part timer                                         |
| Shunma Katsumata        |                      | The 37Kamiina                  |                                                    |
| Soma Takao              |                      |                                |                                                    |
| Super Sasadango Machine | Yoshihiro Sakai      |                                |                                                    |
| Takashi Masada          | Takashi Masada       | Schadenfreude International    |                                                    |
| Takuya Nomura           | Takuya Nomura        | Astronauts                     |                                                    |
| Tetsuya Endo            | Tetsuya Endo         |                                |                                                    |
| Tomomitsu Matsunaga     | Tomomitsu Matsunaga  |                                |                                                    |
| Toru Owashi             | Toru Itoh            |                                | Freelancer                                         |
| To-y                    | Toy Kojima           | The 37Kamiina                  | DDT Extreme Champion KO-D 10-Man Tag Team Champion |
| Yoshihiko               |                      |                                |                                                    |
| Yuki Iino               |                      |                                | KO-D Tag Team Champion                             |
| Yuki Ishida             | Yuki Ishida          | Harimao                        | KO-D 10-Man Tag Team Champion                      |
| Yuki Ueno               |                      | The 37Kamiina                  |                                                    |
| Yukio Naya              |                      |                                | KO-D Tag Team Champion                             |
| Yuya Koroku             | Yuya Koroku          |                                | KO-D 10-Man Tag Team Champion                      |

### Staff Dirigenziale
| Nome              | Ruolo           |
| ----------------- | --------------- |
| Daisuke Kiso      | Arbitro         |
| Hisaya Imabayashi | General Manager |
| Inoue Mic         | Ring Announcer  |
| Kazunori Kosuge   | Ring Announcer  |
| Ken Kato          | Ring Announcer  |
| Yukinori Matsui   | Arbitro         |
| Yuto Nakata       | Arbitro         |